# Jozef Csémi
Jozef Csémi, též József Csémi (* 4. listopadu 1941), byl československý politik Komunistické strany Slovenska ze Slovenska maďarské národnosti a poslanec Sněmovny národů Federálního shromáždění za normalizace.

## Biografie
K roku 1976 se uvádí jako předseda JZD. Pocházel z obce Zemianska Olča.
Dlouhodobě zasedal v nejvyšším zákonodárném sboru. Po volbách roku 1971 zasedl do slovenské části Sněmovny národů (volební obvod č. 87 - Kolárovo, Západoslovenský kraj). Křeslo nabyl až dodatečně v prosinci 1975 v doplňovacích volbách poté, co rezignoval poslanec Ferdinánd Szénasi. Mandát obhájil ve volbách roku 1976 (obvod Kolárovo), volbách roku 1981 (obvod Kolárovo) a volbách roku 1986 (obvod Kolárovo). Ve FS jako poslanec setrval do konce volebního období, tedy do svobodných voleb roku 1990, takže se ho netýkal proces kooptace do Federálního shromáždění po sametové revoluci.